# Ectoedemia acanthella
Ectoedemia acanthella är en fjärilsart som beskrevs av Wilkinson och Newton 1981. Ectoedemia acanthella ingår i släktet Ectoedemia och familjen dvärgmalar. Inga underarter finns listade i Catalogue of Life.